# (300188) 2006 WD70
(300188) 2006 WD70 es un asteroide perteneciente al cinturón de asteroides descubierto el 18 de noviembre de 2006 por el equipo del Spacewatch desde el Observatorio Nacional de Kitt Peak, Arizona, Estados Unidos.

## Designación y nombre
Designado provisionalmente como 2006 WD70.

## Características orbitales
2006 WD70 está situado a una distancia media del Sol de 3,169 ua, pudiendo alejarse hasta 3,601 ua y acercarse hasta 2,738 ua. Su excentricidad es 0,136 y la inclinación orbital 4,409 grados. Emplea 2061,51 días en completar una órbita alrededor del Sol.

## Características físicas
La magnitud absoluta de 2006 WD70 es 16. 